# Cerro Batero
Cerro Batero o Karambá es uno de los 14 cerros que hacen parte de la geografía montañosa del municipio de Quinchía Risaralda, siendo este uno de los principales atractivos naturales que le dan el nombre de "La Villa de los Cerros".

## Caracteristicas Generales
Este enorme cerro tiene una altura aproximada de 2.200 metros sobre el nivel del mar, se encuentra en el territorio rural del municipio de Quinchía, en el Departamento de Risaralda, considerándose así como una formacion natural con diversidad en fauna y flora, su principal característica es la forma particular con la que cuenta ya que es extraño y poco común en su morfología, cuenta con un poco que se encuentra en la parte superior derecha (viéndose desde el Municipio de Quinchía de frente) que contiene tallas de rostros indígenas que se presume fueron tallados y pintados por las tribus Ansermas asentadas en el territorio en tiempos pasados.